# SK (기업)
SK는 SK그룹의 지주회사다. 지주 부문인 SK주식회사 홀딩스와 사업 부문인 SK주식회사 C&C로 구성되어 있다. SK C&C가 (구)SK주식회사를 흡수 합병하고, 사명을 SK C&C에서 (신)SK주식회사로 변경하면서 출범했다. 본사는 서울특별시 종로구 종로 26 (서린동)에 있다.

## 지주 부문
지주부문인 SK주식회사 홀딩스는 SK그룹의 지배구조 최상위에 위치하며, SK이노베이션, SK E&S, SK텔레콤, SKC, SK에코플랜트, SK네트웍스 등 288개의 종속회사를 지배하고 있다.

## 사업 부문
사업부문인 SK주식회사 C&C는 국내 3위의 IT서비스 기업으로,시스템통합(SI) 및 IT 아웃소싱(Outsourcing) 사업을 영위한다.
SK그룹 관계사를 비롯해 은행, 정부기관 등의 대형 전산시스템 구축이 주력사업이다. 통신, 반도체, 에너지/화학 산업영역의 IT서비스 수행 경험을 바탕으로, 데이터센터, 재해복구서비스, 네트워크 회선 등 B2B 고객이 필요로 하는 IT서비스를 제공하고 있다.
반도체 모듈 사업을 하는 에센코어를 자회사로 두고 있다. 과거 SK엔카라는 이름으로 중고차사업을 벌이기도 했으나, 중고차 매매업이 중소기업 적합업종으로 지정됨에 따라 호주  카세일즈홀딩스에 매각했다. 자회사인 SK인포섹은 2018년 11월 SK텔레콤 자회사로 편입되었다.

## 역사
1998년 SK그룹 계열사에 대한 서비스를 시작하였다. 2007년 중국과 인도에 법인을 설립하였고, 2008년 아제르바이잔 ITS 구축 사업과 몽골 ITS사업, 카자흐스탄 우편물류사업을 수주했다. 2010년 미국법인을 설립하였고 미국 FDC(First Data Corporation)와 함께 북미지역을 대상으로 TSM 및 대규모 전자지갑(m-Wallet) 서비스 제공 계약을 체결했다. 2011년에는 구글에 TSM 솔루션을 제공, InComm과 공동사업을 위한 업무제휴를 맺었다.

## 합병
2015년 4월 20일, SK C&C는 SK주식회사와 합병을 결의하였다. 2015년 6월 26일 임시주주총회를 열고 SK주식회사와의 합병계약서 승인을 의결했다.

## 본점 및 지점 현황
- 본점: 서울특별시 종로구 종로 26 (서린동)
- C&C지점: 경기도 성남시 분당구 성남대로343번길 9 (정자동)

## 같이 보기
- SK그룹